# L'Appel de la cloche
L'Appel de la cloche (en ourdou : بان٘گِ دَرا, publié en 1924) est le premier recueil de poésies philosophiques en ourdou de Mohamed Iqbal, l'un des plus grands poètes-philosophes du sous-continent indien.

## Contenu

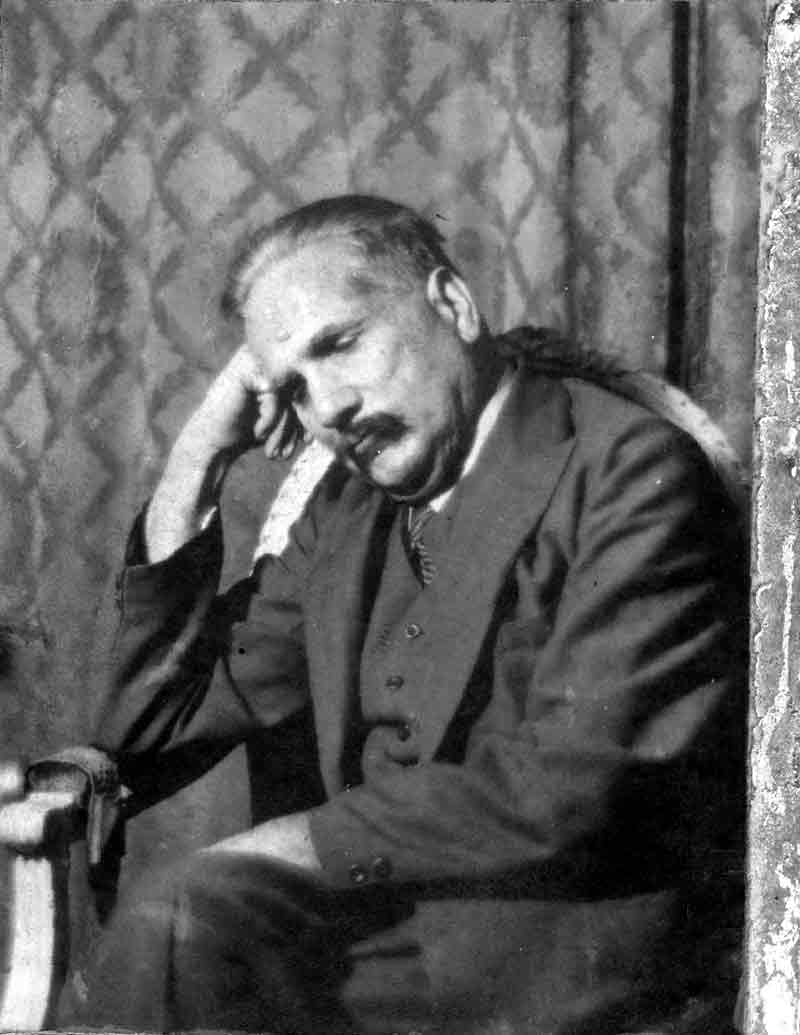
Mohamed Iqbal

Le livre s'intitule L'Appel de la cloche [Bang-e-Dara]. C'est une cloche que les gens avaient l'habitude de faire sonner dans les temps anciens pour réveiller les voyageurs, leur indiquant qu'il était temps de passer à leur prochaine destination. Ce livre a la même symbolique, à savoir réveiller les musulmans de l'Hindustan et de leur rappeler que c'est le moment pour eux aller de l'avant.
Les poèmes du recueil ont été écrits par Iqbal sur une période de vingt ans. La collection est divisée en trois parties :
1. Poèmes écrits avant 1905, l'année où Iqbal quitte l'Inde britannique pour l'Angleterre. "Tarana-e-Hindi" ("La chanson de l'Inde") est devenu un hymne et est chanté ou joué en Inde lors d'événements nationaux. "Hindustani Bachon Ka Qaumi Geet" (hymne national pour les enfants indiens) est une autre chanson bien connue[1].
2. Poèmes écrits entre 1905 et 1908, période qu'il passe comme étudiant en Europe. Il loue la rationalité et le pragmatisme de l'Occident mais se plaint de son matérialisme manifeste, de sa perte de spiritualité et de son patriotisme étroit.
3. Poèmes écrits entre 1908 et 1923, dans lesquels Iqbal rappelle aux musulmans leur grandeur passée et appelle à un sentiment de fraternité et d'unité qui transcende les frontières territoriales. Il exhorte la Oummah à vivre une vie de servitude envers Dieu, de sacrifice et d'action afin qu'elle puisse atteindre une fois de plus la haute civilisation qui était autrefois la leur. « Yam Awr Shair » (« Le poète et le berceau »), « Shikwa » (« La plainte à Dieu »), « Jawab-i-Shikwa » (« La réponse à la plainte »), « Khizr-i-Rah " ("Guidance"), et " Tulu'i Islam " ("Lumière de l'Islam") sont considérés parmi les plus grands poèmes islamiques[2]. L'amour et le soi sont des thèmes importants tout au long de cette section[3].